# John o’ Groats
John o’ Groats, schottisch-gälisch: Taigh Iain Ghròt, ist ein Ort, der einst in der Grafschaft Caithness an der Nordostspitze Schottlands lag und heute Teil der Council Area Highland ist. Er hat etwa 300 Einwohner (2007).
Auch wenn der Ort häufig als nördlichster Punkt der britischen Hauptinsel angegeben wird, ist das weiter westlich liegende Dunnet Head nördlicher gelegen, aber dort ist keine Ortschaft. John o’ Groats liegt knapp über 2 Kilometer südlicher, aber fast 25 Kilometer weiter östlich als Dunnet Head an der Nordostspitze Schottlands. In der Redewendung Von John o’ Groats nach Land’s End ist die Entfernung von John o’ Groats zu Land’s End, dem westlichsten Punkt der britischen Hauptinsel tief im Süden Englands, sprichwörtlich für eine ungeheuer große Entfernung geworden. Der südlichste Punkt der Insel ist Lizard Point.
Die 1406 km von John o’ Groats nach Land’s End bilden die weiteste direkte Straßenentfernung zwischen zwei Orten auf der Hauptinsel. Dies entspricht der Entfernung zwischen Hamburg und Monaco.
Direkt östlich von John o’ Groats liegt die Landspitze Duncansby Head, die wegen ihrer spektakulären Felsnadeln, den Duncansby Stacks, und als Nistplatz vieler seltener Seevögel, darunter die Papageientaucher, berühmt ist.
Der Name John o’ Groats soll sich von dem Holländer Jan de Groot herleiten, der 1496 die Fährrechte zu den vorgelagerten Orkney-Inseln verliehen bekam. Die Inseln waren damals erst seit kurzem im Besitz der schottischen Krone. De Groot verlangte für den Fährtransport einen Obolus von vier Pence. Die damit verbundene Münze wurde als ein Groat bekannt.
Jan de Groot soll für sich und seine Söhne ein achteckiges Haus gebaut und darin einen achteckigen Tisch aufgestellt haben, damit jeder an einer Stirnseite sitzen konnte und somit alle gleichgestellt waren.
Im Jahr 2007 begannen die Schauspieler Ewan McGregor und Charley Boorman von John o’ Groats aus ihren Long Way Down.
John o’ Groats ist Endpunkt der Oldtimer-Rallye LE–JOG.
Etwa sechs Kilometer westlich von John o’ Groats liegt das Castle of Mey, das Elizabeth Bowes-Lyon, die Mutter von Queen Elisabeth II., 1952 erwarb und nach kompletter Sanierung von 1955 bis zu ihrem Tod 2002 regelmäßig als Rückzugsort nutzte.
Die John O’Groats Ferries unterhielten bis 2023 zwischen Mai und September eine Fährverbindung nach Burwick auf Orkney.